# Revox B77

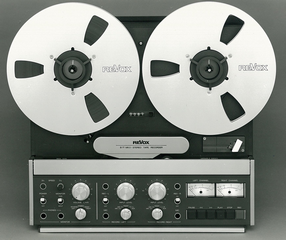
Revox B77 Tonbandgerät

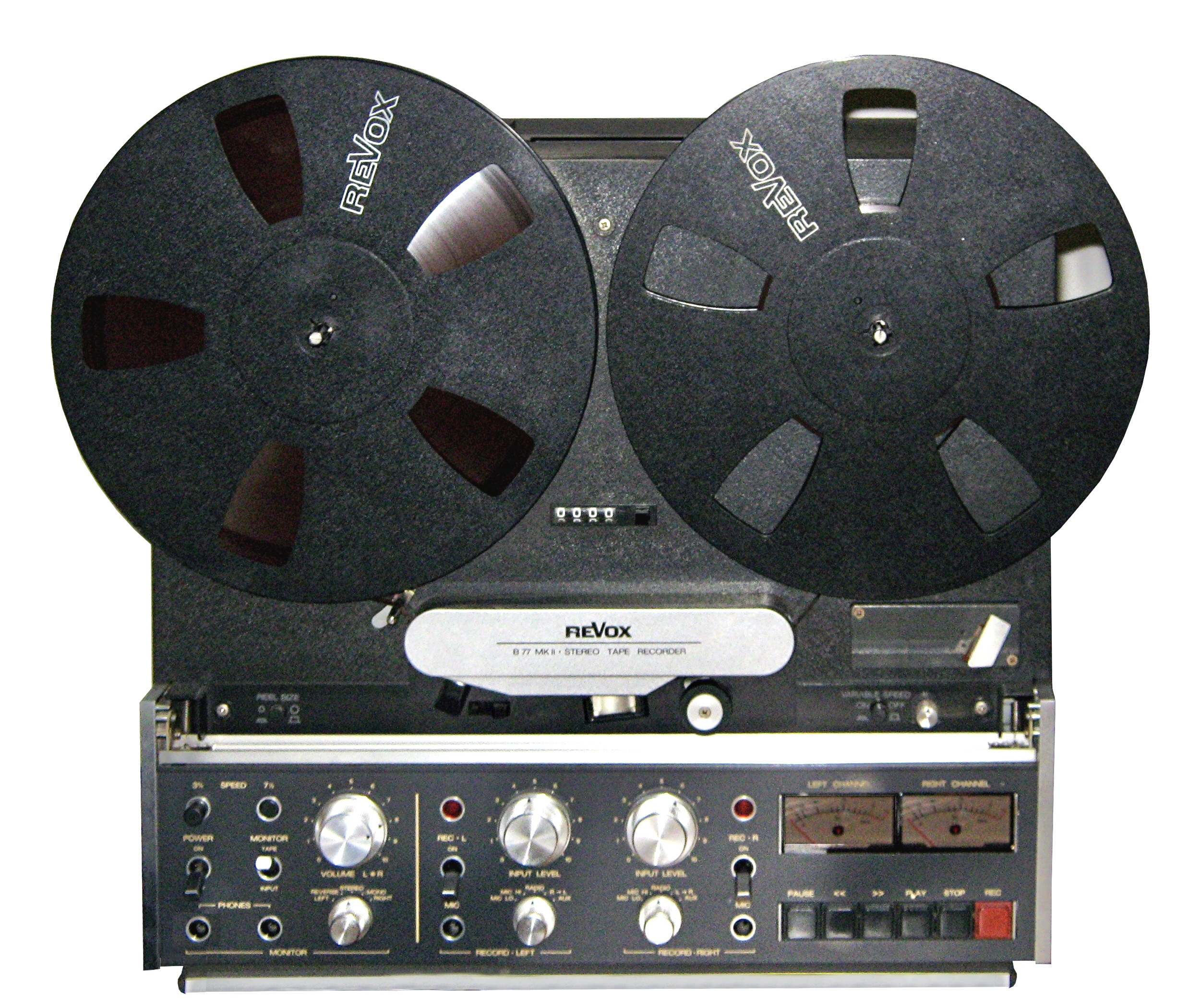
Revox B77 MK II (etwa 1985)

Das Revox B77 ist ein 1⁄4-Zoll-Tonbandgerät der Schweizer Firma Revox. Als Nachfolger der Revox A77 und Revox A700 wurde das neue Revox-Tonbandgerät im Jahr 1977 in den Markt eingeführt. Gemeinsam mit einem Vollverstärker B750, einem FM-Tuner B760 und einem Plattenspieler B790 bildete die B77 ein komplettes HiFi-System. Die B77 wurde 1989 bis 1993 von der C270er-Serie mit Dolby HX Pro, XLR-Anschlüssen und RS-232-Schnittstelle (damit durch Computer steuerbar) ergänzt.

## Versionen
Die B77 wurde in den Versionen MK I (1977–1980) sowie MK II (1980–1998) gefertigt.
Insgesamt gab es mit allen Sonderausführungen 61 verschiedene Modelle und Varianten der B77.
Neben der Standardausführung mit den Geschwindigkeiten 9,5/19 cm/s gab es auch eine B77-HS (High Speed) mit 19/38 cm/s, eine B77-LS (Low Speed) mit 4,75/9,5 cm/s und auch eine B77-SLS (Super Low Speed für Überwachungsaufgaben) mit 2,38/4,75 cm/s Bandlaufgeschwindigkeit.
Ferner gab es noch eine B77-Auto mit automatischem Aufnahmestart sowie drei Varianten mit zusätzlichem Pilotkopf für einfache bis anspruchsvolle Diaprojektor-Steuerungen. Schließlich bot die B77-DOL separate Dolby-B-Prozessoren für Aufnahme und Wiedergabe für höchste Geräuschspannungsabstände.

## Technik

### Tonköpfe

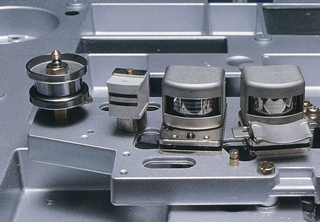
„Revodur“-Ganzmetall-Tonköpfe für Aufnahme und Wiedergabe

Die B77 verfügt insgesamt über 3 Tonköpfe; je einen separaten für die Wiedergabe, die Aufnahme und das Löschen.
Das Unternehmen Studer Revox hat in der Herstellung von Tonköpfen eine lange Erfahrung und hat diese für die verschiedenen Tonbandmaschinen optimiert.
Ganz der Philosophie des Unternehmens folgend wurden alle Tonköpfe im Unternehmen Studer Revox nach einem eigenen Verfahren in der bewährten Qualität hergestellt.
Die Präzisionstonköpfe in Ganzmetalltechnik werden für Revox-Geräte, wie für die professionellen Tonbandmaschinen von Studer entwickelt und gefertigt.
Die Speziallegierung REVODUR garantiert hochwertige magnetische Eigenschaften und lange Lebensdauer, die Form der Tonkopfspiegel ist für sehr glatte Frequenzgänge bis hin zur tiefsten Frequenz ausgelegt.
Der Kernpaketträger wurde aus dem Vollen mit höchster Genauigkeit gefräst, um eine optimale Gleichmäßigkeit der einzelnen Spurlagen zu erreichen.
Der Spalt des Wiedergabetonkopfes misst nur 2 µm (0,002 mm).
Die Kernpakete wurden aus magnetisch hochwertigem Material mit hoher Permeabilität für geringste Verluste gefertigt.
So erreichte Revox kleine Geräuschspannungen und niedrige Verzerrungen.
Lange Polschuhe garantierten einen geradlinigen Verlauf des Frequenzgangs bis zu tiefsten Frequenzen.

### Tonmotorsteuerung

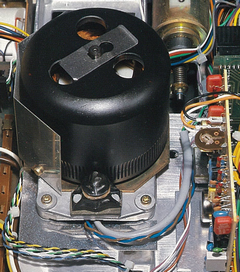
Direktangetriebener Tonmotor für höchste Drehzahlstabilität

Die Revox B77 ist ein Beispiel für das enge Zusammenwirken von Präzisionsmechanik und -Elektronik.
Die hohe Präzision bei der Fertigung und die große Stabilität bei der Konstruktion garantiert auch nach Jahren die ursprüngliche Genauigkeit bei der Bandführung.
Bereits im Jahr 1967 hatte Studer Revox das Zeitalter der elektronischen Tonmotorregelung für Amateurgeräte begonnen.
Diese Präzision bei der Steuerung war über Jahre das Maß in der Tonbandtechnik.
Das Prinzip der elektrodynamischen Regelung eines robusten Asynchronmotors mit separater Präzisionsreferenz hat sich derart gut bewährt, dass es auch in den professionellen Studer-Studiobandmaschinen angewendet wurde.
Die Präzisionsreferenz und der Tonmotor bilden mit der kontaktlosen Drehzahlabtastung und Regelelektronik einen Servokreis, der weitestgehend von Netzspannungs-, Netzfrequenz- und Lastschwankungen unabhängig ist.
Dieses in einer halben Million Laufwerken bewährte Antriebsprinzip ermöglicht zusammen mit der Bandführung optimale Gleichlaufeigenschaften, die sich auch in jahrelangem Betrieb kaum verändern.
Für Tonhöhenkorrekturen und Effekte lässt sich der Tonmotorenantrieb zudem in einem weiten Geschwindigkeitsbereich stufenlos variieren.
Bei der B77 konnten in der Version MKII bis zu 2 Halbtonhöhen korrigiert werden.

### Gehäuse
Die Tonbandmaschinen von Typ B77 besitzen alle ein Laufwerkschassis, Seiten- und Rückwandträger, einen Tonkopfträger und einen Andruckarm aus Druckgussteilen.
Diese Konstruktion bietet eine hohe Stabilität für die Präzisions-Tonköpfe, die Bandführung, für die Motoren und auch das Bremsaggregat.
Die Motoren sind einfache, dadurch aber auch robuste Wechselstrom-Asynchronläufer und somit auch unter harten Bedingungen dauerbetriebsfest.

### Bandschneiden

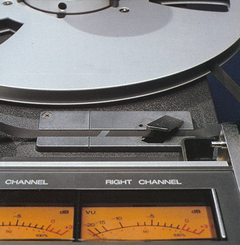
Integrierte Bandschere oberhalb des VU-Meters

Die integrierte REVOX-Bandschere macht das Bandschneiden zur einfachen Sache.
Eine sinnvolle Cuttervorrichtung für einfaches motorisches Rangieren und das Aufsuchen der exakten Schnittstelle von Hand ist mit eingebaut.
Mit Betätigung einer Schneidetaste legt sich das Band an die Tonköpfe, die Wiedergabeverstärker werden zugeschaltet, und die Umspultasten wirken als Impulstasten.
Damit lässt sich eine Schneidestelle oder eine Startposition mittels motorischen Rangierens aufsuchen und auf genaueste Weise von Hand einstellen.

### Zubehör
Für die B77-Tonbandmaschine gab es zahlreiches Zubehör. Kabelgebundene Fernbedienungen wie die 10 m-Kabelfernbedienung, die externe Tonmotorsteuerung sowie eine Hand- bzw. Fuß-Repetierfernbedienung.
Ebenso konnte die B77 auch über einige Infrarotfernbedienungen wie die B205 gesteuert werden.
Hierzu musste jedoch ein externer Infrarotempfänger vom Typ B202 angeschlossen werden.
Bandmaterial, Spulen, NAB-Adapter oder eine Staubschutzhaube rundeten das umfassende Sortiment ab.

### Technische Daten
Sämtliche B77-Bandmaschinen verfügen über ein 3-Motoren-Laufwerk mit 2 AC-Wickelmotoren und 1 AC-Capstanmotor.
Bei den  Aussteuerungsanzeigen handelt es sich um vu-Meter nach ASA-Norm mit LED-Übersteuerungsanzeigen.

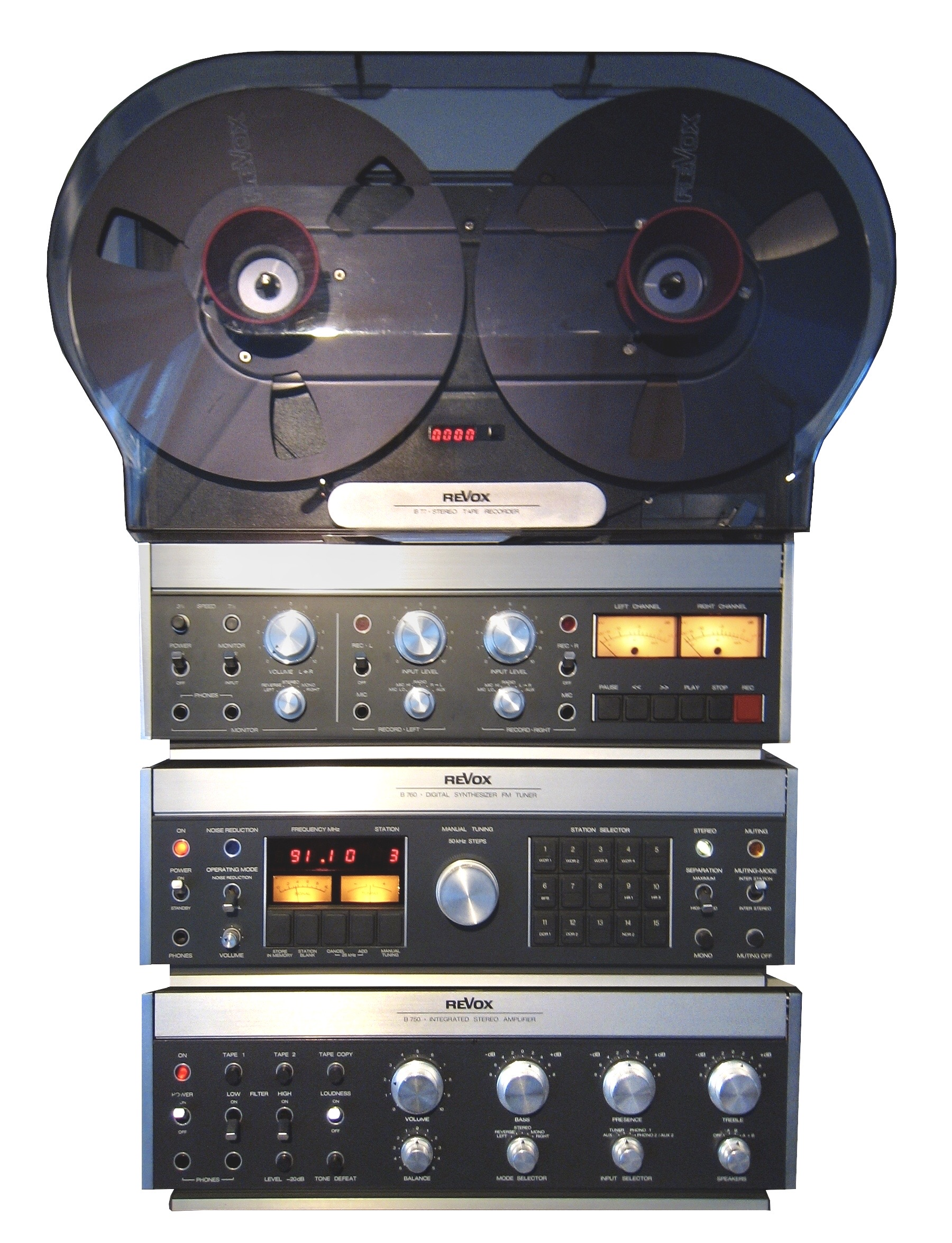
Eine B77 ST zusammen mit dem Verstärker B750 (unten) und dem Synthesizer-Tuner B760 (mittig)

|                                  | B77 Standard ST | B77 Standard ST | B77 High Speed HS | B77 High Speed HS | B77 Low Speed LS | B77 Low Speed LS |
| -------------------------------- | --- | --- | --- | --- | --- | --- |
| Bandgeschwindigkeiten a          | 9,5 cm/s (= 3 ⁄4 Zoll/s) | 19 cm/s (= 7 1⁄2 Zoll/s) | 19 cm/s (= 7 1⁄2 Zoll/s) | 38 cm/s (= 15 Zoll/s) | 4,75 cm/s (= 1 7⁄8 Zoll/s) | 9,5 cm/s (= 3 ⁄4 Zoll/s) |
| Toleranz der Sollgeschwindigkeit | ±0,2 % | ±0,2 % | ±0,2 % | ±0,2 % | ±0,2 % | ±0,2 % |
| Variierbar intern b              | ±10 % | ±10 % | ±10 % | ±10 % | ±10 % | ±10 % |
| mit externem Zusatz              | 6,5…28 cm/s | 6,5…28 cm/s | 13…56 cm/s | 13…56 cm/s | 3,25…14 cm/s | 3,25…14 cm/s |
| Tonhöhenschwankungen c           | 0,09 % | 0,07 % | 0,07 % | 0,05 % | 0,18 % | 0,09 % |
| Schlupf                          | max. 0,2 % | max. 0,2 % | max. 0,2 % | max. 0,2 % | max. 0,2 % | max. 0,2 % |
| Spulengröße                      | bis max. 26,5 cm | bis max. 26,5 cm | bis max. 26,5 cm | bis max. 26,5 cm | bis max. 26,5 cm | bis max. 26,5 cm |
| Umspulzeit 1100 m                | ca. 135 s | ca. 135 s | ca. 135 s | ca. 135 s | ca. 135 s | ca. 135 s |
| Entzerrung                       | NAB 90…3180 µs | NAB 50…3180 µs | NAB 50…3180 µs IEC 70 µs | NAB 50…3180 µs IEC 35 µs | NAB 120…3180 µs | NAB 90…3180 µs |
| Frequenzgang d                   | 30 Hz … 16 kHz +2/−3 dB | 30 Hz … 20 kHz +2/−3 dB | 30 Hz … 20 kHz +2/−3 dB | 30 Hz … 22 kHz +2/−3 dB | 40 Hz … 10 kHz +2/−3 dB | 30 Hz … 16 kHz +2/−3 dB |
| Klirrfaktor (1 kHz)              | 2,5 % (NAB) | 1,5 % (NAB) | < 2 % (NAB) | < 1 % (NAB) | 3,0 % (NAB) | 2,5 % (NAB) |
| Geräuschspannungsabstand e       | 2-Spur: > 64 dB 4-Spur: > 60 dB | 2-Spur: > 67 dB 4-Spur: > 63 dB | 2-Spur: > 67 dB | 2-Spur: > 68 dB | 2-Spur: > 62 dB 4-Spur: > 58 dB | 2-Spur: > 64 dB 4-Spur: > 60 dB |
| Übersprechdämpfung bei 1000 Hz   | Stereo: > 45 dB Mono: > 60 dB | Stereo: > 45 dB Mono: > 60 dB | Stereo: > 45 dB Mono: > 60 dB | Stereo: > 45 dB Mono: > 60 dB | Stereo: > 45 dB Mono: > 60 dB | Stereo: > 45 dB Mono: > 60 dB |
| Löschdämpfung bei 1000 Hz        | > 75 dB | > 75 dB | > 75 dB | > 75 dB | > 75 dB | > 75 dB |
| Eingänge pro Kanal f             | MIC asymmetrisch Position LO: 0,15 mV/2,2 kOhm für Mikrofone von 50 bis 600 Ohm Position HI: 2,8 mV/110 kOhm für Mikrofone von 50 bis 20 kOhm Radio: 2,8 mV/20 kOhm AUX: 40 mV/220 kOhm                                                    | MIC asymmetrisch Position LO: 0,15 mV/2,2 kOhm für Mikrofone von 50 bis 600 Ohm Position HI: 2,8 mV/110 kOhm für Mikrofone von 50 bis 20 kOhm Radio: 2,8 mV/20 kOhm AUX: 40 mV/220 kOhm                                                    | MIC asymmetrisch Position LO: 0,15 mV/2,2 kOhm für Mikrofone von 50 bis 600 Ohm Position HI: 2,8 mV/110 kOhm für Mikrofone von 50 bis 20 kOhm Radio: 2,8 mV/20 kOhm AUX: 40 mV/220 kOhm                                                    | MIC asymmetrisch Position LO: 0,15 mV/2,2 kOhm für Mikrofone von 50 bis 600 Ohm Position HI: 2,8 mV/110 kOhm für Mikrofone von 50 bis 20 kOhm Radio: 2,8 mV/20 kOhm AUX: 40 mV/220 kOhm                                                    | MIC asymmetrisch Position LO: 0,15 mV/2,2 kOhm für Mikrofone von 50 bis 600 Ohm Position HI: 2,8 mV/110 kOhm für Mikrofone von 50 bis 20 kOhm Radio: 2,8 mV/20 kOhm AUX: 40 mV/220 kOhm                                                    | MIC asymmetrisch Position LO: 0,15 mV/2,2 kOhm für Mikrofone von 50 bis 600 Ohm Position HI: 2,8 mV/110 kOhm für Mikrofone von 50 bis 20 kOhm Radio: 2,8 mV/20 kOhm AUX: 40 mV/220 kOhm                                                    |
| Übersteuerungsfestigkeit         | 40 dB (1:100) | 40 dB (1:100) | 40 dB (1:100) | 40 dB (1:100) | 40 dB (1:100) | 40 dB (1:100) |
| Ausgänge pro Kanal f             | Output: max. 1,55 V/RL min. 20 kOhm, mit Pegelsteller regelbar, max. −26 dB Radio: max. 1,55 V/RL min. 20 kOhm, mit Pegelsteller regelbar, max. −26 dB Phones: (2×) max. 5,6 V, kurzschlussfest, optimal für Kopfhörer von 200 bis 600 Ohm | Output: max. 1,55 V/RL min. 20 kOhm, mit Pegelsteller regelbar, max. −26 dB Radio: max. 1,55 V/RL min. 20 kOhm, mit Pegelsteller regelbar, max. −26 dB Phones: (2×) max. 5,6 V, kurzschlussfest, optimal für Kopfhörer von 200 bis 600 Ohm | Output: max. 1,55 V/RL min. 20 kOhm, mit Pegelsteller regelbar, max. −26 dB Radio: max. 1,55 V/RL min. 20 kOhm, mit Pegelsteller regelbar, max. −26 dB Phones: (2×) max. 5,6 V, kurzschlussfest, optimal für Kopfhörer von 200 bis 600 Ohm | Output: max. 1,55 V/RL min. 20 kOhm, mit Pegelsteller regelbar, max. −26 dB Radio: max. 1,55 V/RL min. 20 kOhm, mit Pegelsteller regelbar, max. −26 dB Phones: (2×) max. 5,6 V, kurzschlussfest, optimal für Kopfhörer von 200 bis 600 Ohm | Output: max. 1,55 V/RL min. 20 kOhm, mit Pegelsteller regelbar, max. −26 dB Radio: max. 1,55 V/RL min. 20 kOhm, mit Pegelsteller regelbar, max. −26 dB Phones: (2×) max. 5,6 V, kurzschlussfest, optimal für Kopfhörer von 200 bis 600 Ohm | Output: max. 1,55 V/RL min. 20 kOhm, mit Pegelsteller regelbar, max. −26 dB Radio: max. 1,55 V/RL min. 20 kOhm, mit Pegelsteller regelbar, max. −26 dB Phones: (2×) max. 5,6 V, kurzschlussfest, optimal für Kopfhörer von 200 bis 600 Ohm |
| Tonwellendurchmesser             | 4,51 mm | 4,51 mm | 9,06 mm | 9,06 mm | 3,00 mm | 3,00 mm |
| Motortyp                         | Standard | Standard | Highspeed | Highspeed | Lowspeed | Lowspeed |
| Nenndrehzahl                     | 400 und 800 min−1 | 400 und 800 min−1 | | | 300 und 600 min−1 | 300 und 600 min−1 |